# Walter Abraham Jacobs
Walter Abraham Jacobs (* 24. Dezember 1883 in New York City; † 12. Juli 1967 in Los Angeles) war ein amerikanischer Chemiker. 
Jacobs wuchs in Brooklyn als Sohn eines Schneiders auf und studierte an der Columbia University mit dem Bachelor- und Master-Abschluss und anschließend an der Universität Berlin, wo er 1907 bei Emil Fischer promoviert wurde. Danach war er Fellow in Chemie am Rockefeller Institute for Medical Research in New York, an dem er bis zu seiner Pensionierung blieb.
Eine seiner ersten Untersuchungen als Assistent von Phoebus Levene galt Nukleinsäuren. Beide identifizierten die Zuckereinheiten darin 1909 als D-Ribose, bestimmten mehrere Purinbasen in der RNA und nannten die Base-Zucker-Einheiten in Nukleinsäuren Nukleoside (nachdem Levene zuvor die Base-Zucker-Phosphat-Einheiten Nukleotid genannt hatte). Ab 1912 leitete er die Abteilung für Chemotherapie (der Direktor des Rockefeller Instituts, Simon Flexner, war von der Entdeckung von Salvarsan durch Paul Ehrlich beeindruckt und wollte einen entsprechenden neuen Forschungsschwerpunkt). 1919 fand er mit seinem Assistenten Michael Heidelberger das Mittel gegen Schlafkrankheit Tryparsamid. Dafür wurden sie von der belgischen Regierung geehrt (mit den Biologen Wade H. Brown und Louise Pierce). Ab 1922 wandte er sich pharmazeutisch wirksamen Substanzen aus Pflanzen zu, insbesondere herzwirksamen Glykosiden aus den afrikanischen Schlingpflanzen der Gattung Strophanthus und dem  Fingerhut (Digitalis) (Strukturbestimmung und Nachweis, dass die Nicht-Zucker-Reste (Aglycone) Steroide sind). Danach wandte er sich Alkaloiden zu.
Er ist Mitentdecker der Gould-Jacobs Reaktion und schlug als erster die richtige Strukturformel von Lysergsäure  vor, die er zuvor 1934 mit Lyman Craig aus Mutterkorn isoliert hatte (an der Bestimmung der Struktur arbeitete sein Labor elf Jahre). Er bestimmte auch die Struktur verschiedener Alkaloide aus Germer (Veratrum) und Eisenhut (Aconitum).
Er war seit 1932 Mitglied der National Academy of Sciences.